# Élections législatives de 1967 en Nouvelle-Calédonie et dépendances
Les élections législatives françaises de 1967 se déroulent les 5 et 12 mars. Dans le territoire de la Nouvelle-Calédonie et dépendances, un député est à élire dans le cadre d'une circonscription.

## Élus
| Circonscription        | Député sortant | Parti | Parti | Député élu ou réélu | Parti | Parti |
| ---------------------- | -------------- | ----- | ----- | ------------------- | ----- | ----- |
| Circonscription unique | Rock Pidjot    |       | UC    | Rock Pidjot         |       | UC    |

## Résultats

### Résultats à l'échelle du territoire
|                | Union des démocrates pour la Ve République | 8 558  | 33,61  | 0 |  |  |
|                | Union des républicains de progrès          | 8 558  | 33,61  | 0 |  |  |
|                |                                            |        |        |   |  |  |
|                | Union calédonienne                         | 14 582 | 57,27  | 1 |  |  |
|                | Divers                                     | 2 320  | 9,11   | 0 |  |  |
|                |                                            |        |        |   |  |  |
| Inscrits       | Inscrits                                   | 39 767 | 100,00 | 1 |  |  |
| Abstentions    | Abstentions                                | 13 834 | 34,79  |   |  |  |
| Votants        | Votants                                    | 25 933 | 65,21  |   |  |  |
| Blancs et nuls | Blancs et nuls                             | 473    | 1,82   |   |  |  |
| Exprimés       | Exprimés                                   | 25 460 | 98,18  |   |  |  |

### Résultats par circonscription
|                                                       | Rock Pidjot sortant réélu | UC (PDM)       | 14 582 | 57,27  |  |  |  |
|                                                       | Georges Chatenay          | UD-Ve          | 8 558  | 33,61  |  |  |  |
|                                                       | Edmond Caillard           | Divers         | 2 320  | 9,11   |  |  |  |
|                                                       |                           |                |        |        |  |  |  |
| Inscrits                                              | Inscrits                  | Inscrits       | 39 767 | 100,00 |  |  |  |
| Abstentions                                           | Abstentions               | Abstentions    | 13 834 | 34,79  |  |  |  |
| Votants                                               | Votants                   | Votants        | 25 933 | 65,21  |  |  |  |
| Blancs et nuls                                        | Blancs et nuls            | Blancs et nuls | 473    | 1,82   |  |  |  |
| Exprimés                                              | Exprimés                  | Exprimés       | 25 460 | 98,18  |  |  |  |
| Source : Cahiers du communisme, vol. 49, 1968, 302 p. |                           |                |        |        |  |  |  |